# Liste der Kulturgüter in Fahy
Die Liste der Kulturgüter in Fahy enthält alle Objekte in der Gemeinde Fahy im Kanton Jura, die gemäss der Haager Konvention zum Schutz von Kulturgut bei bewaffneten Konflikten, dem Bundesgesetz vom 20. Juni 2014 über den Schutz der Kulturgüter bei bewaffneten Konflikten sowie der Verordnung vom 29. Oktober 2014 über den Schutz der Kulturgüter bei bewaffneten Konflikten unter Schutz stehen.
Objekte der Kategorien A und B sind vollständig in der Liste enthalten, Objekte der Kategorie C fehlen zurzeit (Stand: 1. Januar 2023).

## Kulturgüter
| Foto |                                                                       | Objekt                                                   | Kat. | Typ | Standort                             | Beschreibung |
| ---- | --------------------------------------------------------------------- | -------------------------------------------------------- | ---- | --- | ------------------------------------ | ------------ |
| ja   | Datei hochladen · Wikidata zu Wohnhaus Bout-Dessous No 18 (Q29521824) | Bauernhaus / Ferme KGS-Nr.: 10070                        | A    | G   | Bout-Dessous 18 563341 / 252002      |              |
| ja   | Datei hochladen · Wikidata zu Wohnhaus Bout-Dessous No 19 (Q29521829) | Wohnhaus / Maison d’habitation KGS-Nr.: 10071            | A    | G   | Bout-Dessous 19 563320 / 251981      |              |
| ja   | Datei hochladen · Wikidata zu Kirche Saint-Pierre (Q29785415)         | Kirche Saint-Pierre / Église Saint-Pierre KGS-Nr.: 03534 | B    | G   | Place de l’Église 68 563058 / 252006 |              |